# ICE 2
ICE 2 – skład dużych prędkości produkowany w latach 1995–1997 dla kolei niemieckich.

## Historia
Po rozpoczęciu eksploatowania ICE 1 kolej niemiecka w grudniu 1993 roku podpisała kontrakt na wyprodukowanie 44 wagonów silnikowych. Wagony silnikowe zostały wyprodukowane przez zakłady Krupp-Werke w Essen. W 1995 roku były przeprowadzane pierwsze jazdy testowe wagonu silnikowego przez zakłady w Essen. Pierwszy ośmiowagonowy skład rozpoczął jazdy testowe na linii kolejowej od Augsburga do Treuchtlingen 15 lutego 1996 roku. Testy odometryczne były przeprowadzane na linii kolejowej dużej prędkości poprowadzonej od Würzburga do Mottgers. Planowe kursowanie jednostek ICE 2 w kolejach niemieckich zostało uruchomione dnia 6 września 1996 roku.